# Augusto Mateus
Augusto Carlos Serra Ventura Mateus GCM (Lisboa, 27 de agosto de 1950) é um professor e político português.

## Carreira profissional
Foi professor de "Política Económica e Actividade Empresarial" no Instituto Superior de Economia e Gestão da Universidade Técnica de Lisboa (ISEG-UTL).
Foi presidente do "Instituto de Formação Empresarial Avançada (IFEA)" e sócio da empresa "Augusto Mateus e Associados Lda", posteriormente integrada na EY.

## Carreira política
Foi militante do MES (Movimento de Esquerda Socialista) e director do seu jornal, "Poder Popular".
Foi um dos fundadores da Força de Unidade Popular (FUP), partido que viria a abandonar a 9 de Maio de 1980, apenas umas semanas após a sua fundação, por este não criticar e se distanciar das ações terroristas das Forças Populares 25 de Abril.
Ministro da Economia do XIII Governo Constitucional de Portugal, tendo substituído Daniel Bessa em 28 de Março de 1996 e exercendo o cargo até 25 de Novembro de 1997. Foi autor do chamado "Plano Mateus".
Anteriormente, havia sido Secretário de Estado da Indústria (1995-1996) do mesmo Governo.

## Condecoração
A 28 de Junho de 2005 foi agraciado com a Grã-Cruz da Ordem do Mérito.